# Núria Franquet i Font
Núria Franquet i Font   (Premià de Mar, 1972) és una professora i escriptora catalana.

## Premis
- Premi Josep Maria Folch i Torres de 2018, per La Liang dins del quadre[2]